# 西蒙·伊斯特伍德
西蒙·伊斯特伍德（英語：Simon Eastwood；1989年6月26日—）是一位英格蘭足球運動員。在場上的位置是守門員。他現在效力於英格蘭足球冠軍聯賽球隊布萊克本流浪者足球俱樂部。他也曾代表英格蘭U21國家足球隊參賽。

## 外部連結
- 足球数据库：西蒙·伊斯特伍德的球员统计数据